# Kärlek och bensin
Kärlek och bensin (tyska: Die Drei von der Tankstelle) är en tysk operettfilm från 1930 i regi av Wilhelm Thiele, med Willy Fritsch, Heinz Rühmann, Oskar Karlweis och Lilian Harvey i huvudrollerna. Den handlar om tre vänner – köper en bensinstation och blir förälskade i samma kvinna. Musiken är skriven av Werner Richard Heymann och sångtexterna av Jean Gilbert. Inspelningen skedde från 17 juni till 31 juli 1930 i Neubabelsberg.
Filmen blev en stor kommersiell framgång och gjordes även i en franskspråkig version. Sverigepremiären ägde rum 26 januari 1931. År 1955 släpptes en västtysk nyinspelning.

## Rollista
- Lilian Harvey – Lilian Cossmann
- Willy Fritsch – Willy Helwing
- Oskar Karlweis – Kurt
- Heinz Rühmann – Hans
- Fritz Kampers – konsul Cossmann
- Olga Tjechova – Edith von Turoff
- Kurt Gerron – doktor Kalmus
- Gertrud Wolle – doktor Kalmus sekreterare
- Felix Bressart – rättsexekutor
- Leo Monosson – sångare